# Filtro de fondo

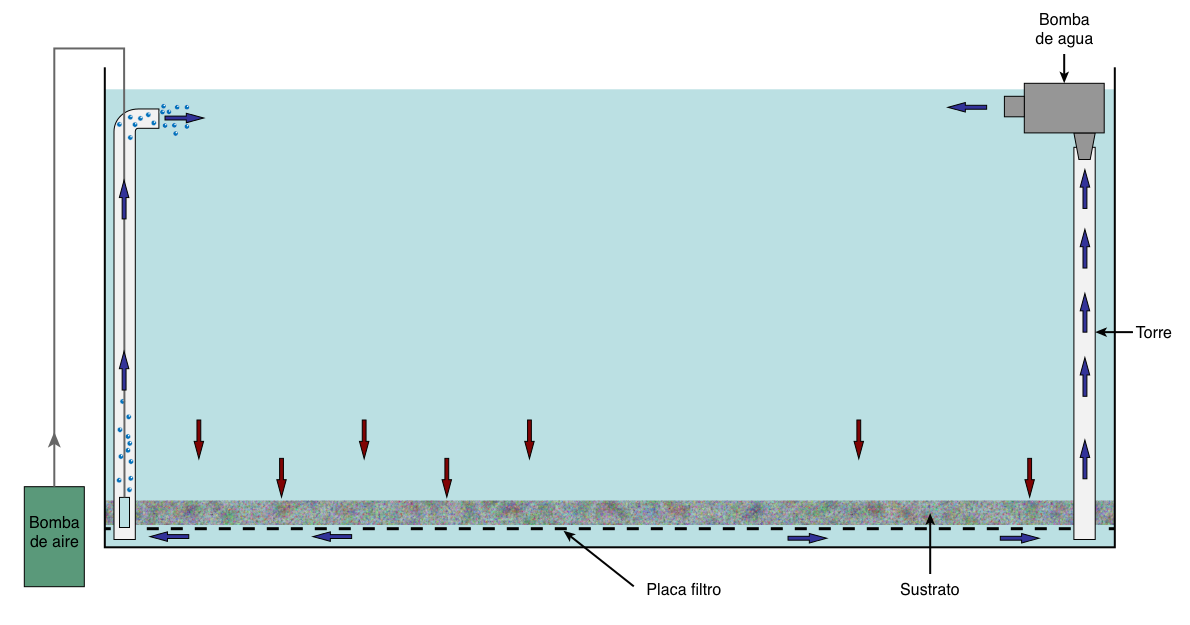
Diagrama de dos tipos de filtro de fondo. Hacer click para agrandar.

Un filtro de fondo es un dispositivo utilizado en acuarios pequeños de agua dulce con capacidad no mayor de 50 litros. Como todo filtro para acuarios su función es la de mantener el agua limpia de impurezas, pero en el caso de este filtro, su funcionalidad se ve limitada en la purificación química del agua, concentrándose más en la eliminación de desechos sólidos como restos de plantas, alimentos y las heces de los peces. Es una solución eficaz y económica para aquellos que disfrutan del mantenimiento de pocos peces.

## Descripción
Un filtro de fondo consta de una estrecha caja de cristal o plástico de unos 4 cm de altura y cuyas dimensiones de largo y ancho dependen de las del acuario. Esto se debe a su ubicación en el fondo, por lo que es prudente dejar unos 2 cm de diferencia por donde poder introducir los dedos y facilitar su extracción durante labores de mantenimiento. Este espacio extra se utiliza para rellenar con gravilla y ocultar a la vista el dispositivo por lo menos desde el cristal frontal del acuario. La "caja" del filtro solo esta cubierta en la superficie superior por listones del propio material de 1,5 cm de ancho, de largo igual al ancho del filtro y separados por unos 3 cm. Las aberturas creadas por esta configuración son cubiertas por una malla igual a la usada en las ventanas de los hogares para evitar la entrada de insectos. En el interior de la caja se encuentra una serie de mallas separadoras equidistantes entre sí, ubicadas de mayor a menor según el tamaño de sus poros, siendo el mínimo necesario de 3 mallas y el máximo de 5: de colocar más, solo se desperdiciaría espacio para la contención de desechos. En uno de sus extremos posee una abertura cuyo ancho es igual a 1/20 el largo del filtro, y de largo igual al ancho del mismo. Esta abertura queda bloqueada por un travesaño en su parte central para evitar que peces pequeños o curiosos se introduzcan y queden atrapados dentro de la caja del filtro. En el otro extremo se encuentra un aditamento llamado "torre", no es más que un tubo de vidrio de 1,5 cm de ancho y de largo igual a 1/2 la altura del acuario, su número depende del ancho total del filtro, siendo la cantidad ideal el de una "torre" por cada 10 cm. Todo esto se complementa con el uso de una bomba común para aireación de acuarios.

## Funcionamiento
Este filtro de fondo utiliza la potencia de una bomba de aireación para crear una corriente de agua ascendente cuando se colocan las salidas del aire dentro las torres, y otra descendente succionada por la abertura en el extremo opuesto,y en menor medida por la malla que cubre la superficie de la "caja". De esta forma el agua circula a lo largo de la "caja" y a través de las mallas separadoras de sólidos y el material filtrante (carbón activo, el más recomendable) localizado en la cámara de salida del agua filtrada. Además la leve succión creada desde la superficie del filtro favorece el asentamiento de las partículas en suspensión, lo que mantiene el aspecto cristalino del agua.

## Ventajas
Este filtro posee una gran ventaja estética ya que es prácticamente invisible al ubicarse en el fondo y estar cubierto por una capa de sustrato para acuarios como la gravilla. Además no ocupa espacio extra por encima del que ya usa el acuario, lo que lo hace perfecto para hogares que ornamentan un rincón de la casa con un acuario pequeño. Es económico y de fácil elaboración. Es apropiado para el mantenimiento de especies de plantas y peces que no soportan medios de corrientes rápidas y caídas de agua como las que producen los filtros de mochila externos. Los procesos de aireación y filtrado se complementan utilizando un mismo dispositivo eléctrico, por lo que supone un ahorro en la cantidad de equipo a comprar y en el consumo energético.

## Algunas dificultades y soluciones
Este filtro limita la selección del sustrato para el fondo del acuario, ya que este no debe infiltrarse a través de la malla superficial, de lo contrario se obstruiría disminuyendo su capacidad de filtrado. Lo más recomendable es la utilización de gravilla de zeolita o de otro tipo compatible con acuarios pero nunca arena, de ser así debe asegurarse que los granos son del tamaño adecuado. A la hora de plantar puede ser una dificultad, pues la capa de sustrato que se coloca sobre el filtro solo debe ser suficiente para ocultarlo y no para cubrir las raíces de las plantas, no obstante si no le importa ver las raíces durante un tiempo, anclando las plantas con una piedra y suficiente iluminación estas se enterrarán solas y después podrá eliminar las que no lo hagan. No importa si las raíces atraviesan el filtro pues no pueden hacerle daño, además las plantas son muy importantes en el mantenimiento de un acuario y sus habitantes y encontrarán abundancia de nutrientes en las cámaras del filtro. Si de todas maneras esto le preocupa, podrá optar por un filtro que sea la mitad de ancho y no cubra por completo el fondo, posibilitándole plantar con libertad en el espacio restante y con suficiente sustrato, pero esto significará que se adelante el momento en que el acuario necesite un mantenimiento general. Este filtro es de naturaleza estática y una vez instalado no podrá moverse ninguno de sus componentes, pues de la ubicación relativa de cada uno depende el correcto funcionamiento del sistema, el dueño deberá aprovechar estas características para recrear dentro del acuario, junto a la decoración, un ambiente lo más estético posible.
- Datos: Q5862055